# Pere (Ungheria)
Pere è un comune dell'Ungheria di 356 abitanti (dati 2010). È situato nella contea di Borsod-Abaúj-Zemplén, nel distretto di Gönc. Dista 38 km dal capoluogo Miskolc. È situato sulle sponde del fiume Hernád che nasce in Slovacchia per poi confluire nel Sajò a sud-est di Miskolc.